# Web-Based Enterprise Management
Web-based Enterprise Management (WBEM) (можна перекласти як веборієнтоване управління підприємством) — це ініціатива, технологія, підтримана багатьма провідними виробниками програмного та апаратного забезпечення (Microsoft, Compaq, ВМС, Cisco і Intel) і спрямована на вирішення проблеми збору та використання діагностичної та керуючої інформації в корпоративних мережах, що включають обладнання від різних постачальників і використовують численні різноманітні протоколи, операційні системи та розподілені прикладні системи.
В основі WBEM лежить ідея створення універсального інтерфейсу моніторингу і управління різними системами і компонентами розподіленого інформаційного середовища підприємства з використанням об'єктно-орієнтованих ідеологій і протоколів HTML і XML.